# Estadio Cerro del Espino
El estadio Cerro del Espino es un estadio situado en la Ciudad Deportiva de Atlético de Madrid en la ciudad de Majadahonda (Madrid). Fue inaugurado el 13 de septiembre de 1995 con un partido amistoso entre el CF Rayo Majadahonda y el Atlético de Madrid. En él juega actualmente el equipo más representativo de fútbol del municipio, el CF Rayo Majadahonda. Desde 1997, juega también el Atlético de Madrid B y el C el La capacidad del estadio es de 3865 personas.
La ciudad deportiva está formada por 5 terrenos de juego, 2 de ellos de césped artificial (donde juegan sus partidos habitualmente todos los equipos de la Academia de alto rendimiento). En el campo 4 del complejo deportivo, de hierba natural, entrena normalmente el Atlético de Madrid. Las instalaciones cuentan con un gimnasio, una cafetería y una sala de prensa donde los jugadores del primer equipo y del filial atienden a los medios de comunicación.
En transporte público se puede llegar al estadio en las siguientes líneas de autobuses interurbananos: 561, 561A, 561B, 650, 653, 654, 655, 685 y en la línea urbana 1.

## Historia
A finales de los años 50, cuando se había creado el "predecesor" del actual Rayo Majadahonda, llamado Rayo Majariego, de carácter completamente amateur, los partidos eran jugados en un pequeño descampado acondicionado como campo de fútbol situado a dos kilómetros del centro de Majadahonda. A ese lugar se le llamaba el Cerro del Espino. Durante todos estos años, el campo de fútbol fue mejorado paulatinamente, realizándose también unas obras de vallado. En 1976, con la creación y federación del actual equipo, el campo adquiere una importancia mayor, especialmente desde 1987, año en el que el Club asciende por primera vez a Tercera.
Este campo fue demolido por completo en 1994, construyéndose un nuevo estadio completamente renovado, adaptado a la nueva situación del club, con cabinas de TV, sala de prensa, cafetería, vestuarios modernos y una capacidad para casi 3.400 personas. El 13 de septiembre de 1995, tras una temporada 1994-95 en la que el Rayo consiguió colocarse como subcampeón de su grupo, el nuevo estadio fue inaugurado con un partido amistoso entre el Atlético de Madrid y el Rayo Majadahonda, que acabó con la victoria del conjunto colchonero por 1-0 gracias a un gol de Diego Pablo Simeone. Dos años después, en 1997, y fruto de las buenas relaciones que el club presidido por Jesús Gil y Gil mantenía con el Rayo Majadahonda y el Ayuntamiento de Majadahonda, las tres partes firman un contrato de 50 años por el cual los colchoneros invertirán 500 millones de pesetas en la gestión y mantenimiento del estadio, propiedad del Ayuntamiento, a cambio del uso de los terrenos colindantes para construir una Ciudad Deportiva para el equipo atlético. El acuerdo, además, garantizaba la creación de tres campos de fútbol para uso de la escuela del Rayo Majadahonda. El 13 de septiembre de 1997 debutó el Atlético de Madrid "B" en un partido oficial de Segunda División contra el C.D. Ourense. El encuentro acabó con victoria rojiblanca por 1-0 con gol de Marcos Sequeiros en el minuto 2'.
Más de veinte años después, con el ascenso de los rayistas a Segunda División, las tres partes anteriormente mencionadas acordaron la reforma del estadio para adaptarlo a las exigencias de la Liga de Fútbol Profesional para la disputa de partidos en esa categoría. Esta reforma incluye la creación de varias puertas de acceso al estadio, mejora de la iluminación, colocación de cámaras de videovigilancia, otras mejoras en la seguridad y, sobre todo, la duplicación de la capacidad del estadio, ya que la LFP exige que los estadios de equipos que jueguen en categorías profesionales como Segunda División tengan una capacidad mínima de 6.000 personas.